# Уэст-Ньютон (тауншип, Миннесота)
Уэст-Ньютон (англ. West Newton) — тауншип в округе Николлет, Миннесота, США. На 2000 год его население составило 517 человек.

## География
По данным Бюро переписи населения США площадь тауншипа составляет 99,0 км², из которых 97,5 км² занимает суша, а 1,5 км² — вода (1,47 %).

## Демография
По данным переписи населения 2000 года здесь находились 517 человек, 180 домохозяйств и 145 семей.  Плотность населения —  5,3 чел./км².  На территории тауншипа расположено 187 построек со средней плотностью 1,9 построек на один квадратный километр. Расовый состав населения: 99,81 % белых и 0,19 % афроамериканцев. Испанцы или латиноамериканцы любой расы составляли 0,19 % от популяции тауншипа.
Из 180 домохозяйств в 38,3 % воспитывались дети до 18 лет, в 73,3 % проживали супружеские пары, в 3,3 % проживали незамужние женщины и в 19,4 % домохозяйств проживали несемейные люди. 17,2 % домохозяйств состояли из одного человека, при том 6,1 % из — одиноких пожилых людей старше 65 лет. Средний размер домохозяйства — 2,87, а семьи — 3,27 человека.
28,6 % населения младше 18 лет, 7,0 % в возрасте от 18 до 24 лет, 26,1 % от 25 до 44, 28,4 % от 45 до 64 и 9,9 % старше 65 лет. Средний возраст — 39 лет. На каждые 100 женщин приходилось 102 мужчины.  На каждые 100 женщин старше 18 приходилось 110,9 мужчин.
Средний годовой доход домохозяйства составлял 50 313 долларов, а средний годовой доход семьи —  55 000 долларов. Средний доход мужчин —  35 865  долларов, в то время как у женщин — 19 479. Доход на душу населения составил 20 533 доллара. За чертой бедности находились 2,8 % семей и 4,6 % всего населения тауншипа, из которых 4,0 % младше 18 лет.